# جيمس إتش باكستر
جيمس إتش باكستر (بالإنجليزية: James H. Baxter)‏ هو مهندس أمريكي، ولد في 10 فبراير 1906 في بنسيلفانيا في الولايات المتحدة، وتوفي في 2 سبتمبر 1995.